# Luftgewehr

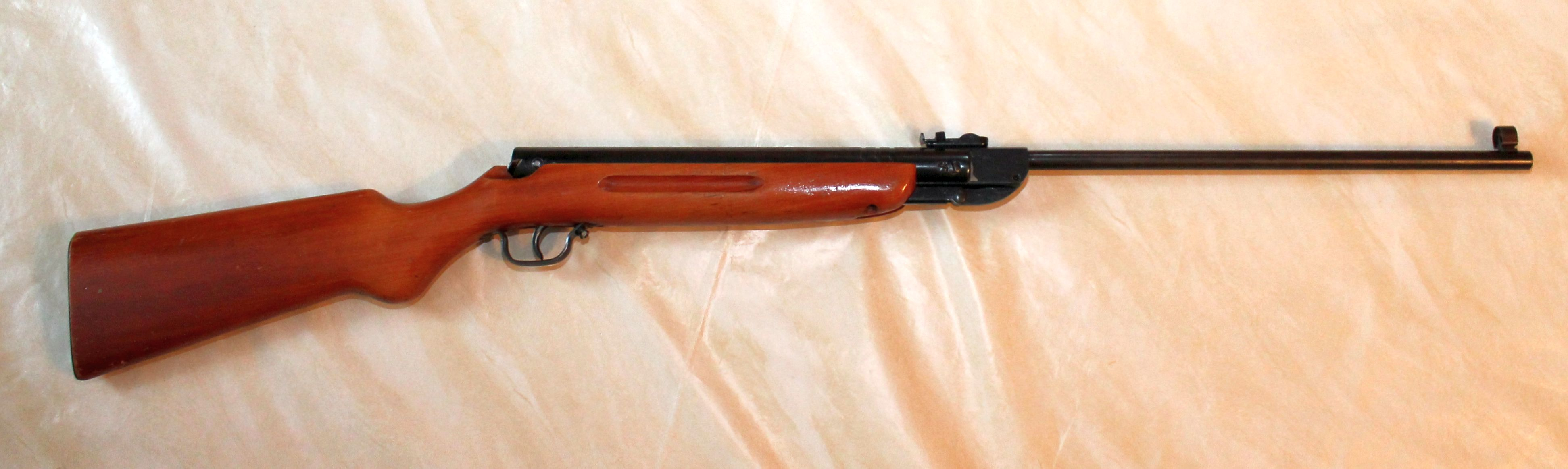
Luftgewehr Haenel III-284, klassisches Kipplaufluftgewehr

Luftgewehre sind Gewehre, die ein Geschoss durch die Ausdehnung von komprimiertem Gas antreiben. Im Unterschied zu Feuerwaffen wird das unter Druck stehende Gas nicht durch Verbrennen einer Treibladung erzeugt, sondern inner- oder außerhalb der Waffe mechanisch verdichtet. Auch Waffen, bei denen das Geschoss mit einem anderen Gas als Luft angetrieben wird, werden zu den Druckluftwaffen gezählt. Zur Bereitstellung des komprimierten Gases werden verschiedene Verfahren genutzt.
Luftgewehre mit ihrer im Vergleich zu Handfeuerwaffen wesentlich geringeren Leistung sind militärisch kaum nutzbar, aber zur Übung der Schießfertigkeit geeignet. Wegen der geringen Betriebskosten und des einfacheren Erwerbs sind sie beliebte Sportgeräte.

## Geschichte

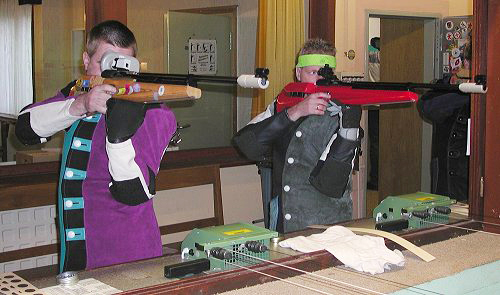
Wettkampf im Luftgewehrschießen

Druckluftwaffen wurden seit langer Zeit immer wieder von verschiedenen Erfindern und Büchsenmachern gebaut. Als die frühesten Entwürfe (um 250 v. Chr.) gelten die des griechischen Ingenieurs Ktesibios von Alexandria (ca. 285 bis 222 v. Chr.), auf die es aber nur wenige philologische Hinweise gibt. Die älteste erhaltene Windbüchse stammt ungefähr aus dem Jahre 1580. Als Sportgerät im modernen Sinne wurden Luftgewehre zuerst in den Vereinigten Staaten in der Zeit nach dem Amerikanischen Bürgerkrieg populär, als sie in shooting galleries („Schießbuden“) weite Verbreitung fanden. Ende des 19. Jahrhunderts ließ sich der Franzose Paul Giffard die ersten CO2-Systeme patentieren. Luftgewehre wurden in der Vergangenheit geringfügig militärisch eingesetzt (z. B. Girandoni-Windbüchse) und dienen heute hauptsächlich der Jagd auf kleine Vorrats- oder Ernteschädlinge, der Unterhaltung wie auf Rummelplätzen und Wettkampfzwecken.

## Funktionsprinzipien
Grundsätzlich wird zwischen Einzellader-Luftgewehren und Mehrlader-Luftgewehren unterschieden. Technisch gibt es unterschiedliche Lösungen.

### Systeme mit Federspeicher

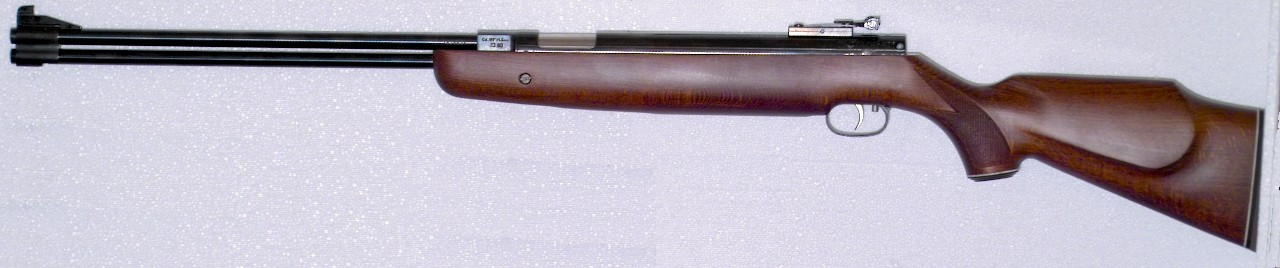
Luftgewehr Weihrauch HW 77, Spannhebel parallel unter dem Lauf

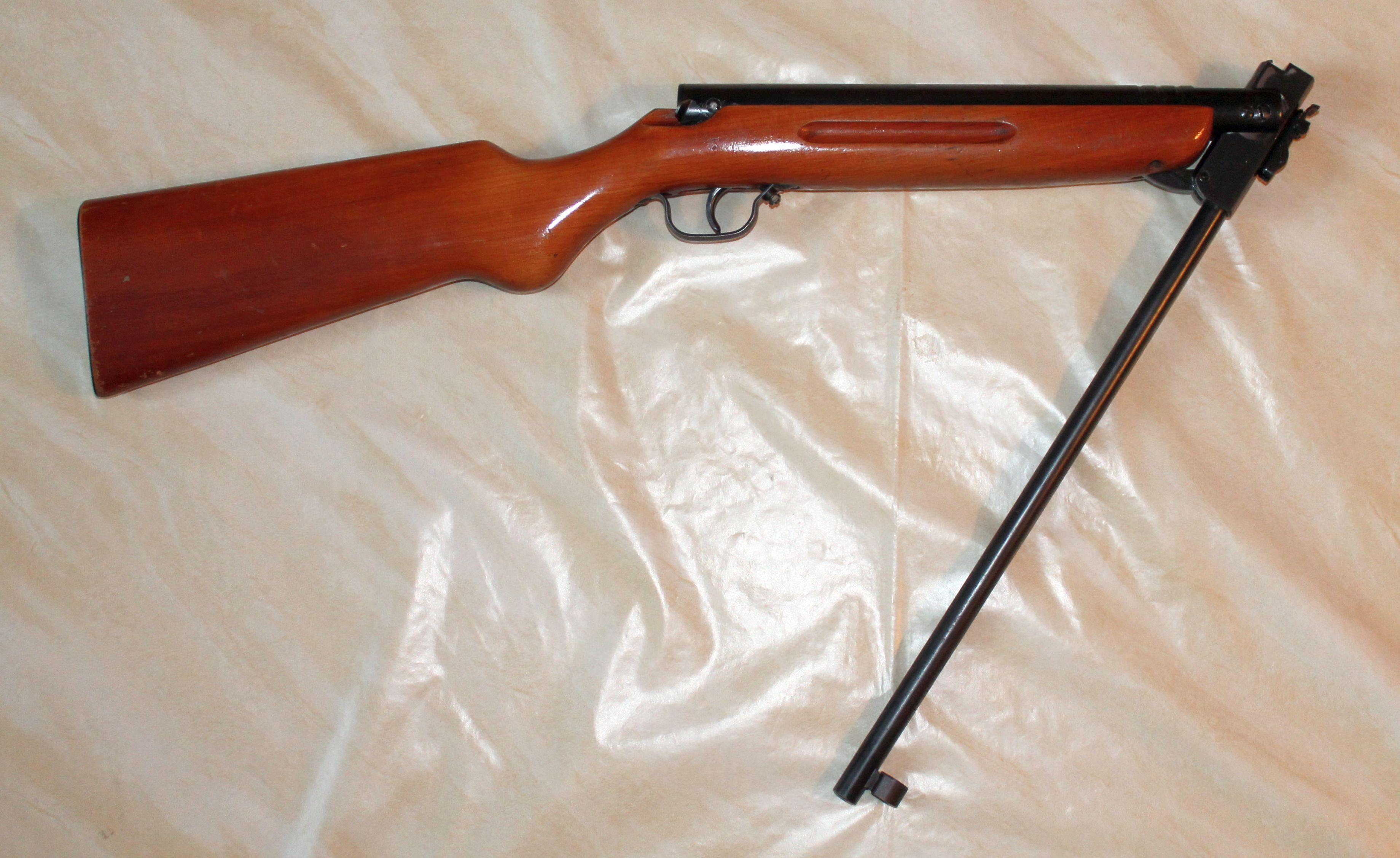
Kipplaufluftgewehr, geöffnet

Eine starke Feder wird vor dem Schuss gespannt und drückt beim Auslösen des Schusses einen Kolben nach vorn (vergleichbar mit einer Luftpumpe). Die vom Kolben auf bis zu 150 bar komprimierte Luft treibt das Geschoss an. Dieses Prinzip ist bei Freizeitwaffen weit verbreitet, weil die Konstruktion einfach und robust ist und außer für die Geschosse kaum Kosten anfallen. Außer durch eine Feder kann der Kolben auch durch ein beim Spannen zusammengedrücktes Luftpolster angetrieben werden (Gas-Ram-System). Analog zu den Systemen mit Stahlfeder wird der Kolben beim Auslösen des Schusses durch dieses Luftpolster nach vorn getrieben.
Bei vielen Freizeitwaffen fungiert der Lauf als Spannhebel für die Feder (Kipp- oder Knicklaufsysteme), bei einigen Modellen sitzt der Spannhebel parallel unterhalb des Laufes (z. B. Weihrauch HW 77). Andere Modelle haben einen Spannhebel seitlich am Waffengehäuse (Seitenspanner, z. B. Haenel 312, Feinwerkbau Modell 300); es gab Spannhebel, die den Ladehebeln von Repetiergewehren glichen („Durchlader“, z. B. Haenel 310, Anschütz Modell 275) und bei frühen Konstruktionen wurden auch Kurbelmechanismen zum Spannen der Feder verwendet. Ein Nachteil der Federspeichersysteme ist der kräftige Prellschlag des Kompressionskolbens, der zu deutlichen Erschütterungen der Waffe bei der Schussentwicklung führt.
Um den Prellschlag zu vermindern, entwickelte das Dianawerk Anfang der 1960er-Jahre mit dem Modell 60 das Doppelkolbenprinzip, bei dem der Prellschlag durch die Verwendung zweier gegenläufig arbeitender Kolben (Arbeits- und Leerkolben) fast vollständig aufgefangen wird. Es folgten die systemgleichen Modelle 65 und 66. Das letzte mit dieser Technik ausgerüstete Modell 75 wurde ausgesprochen populär. Das heutige Seitenspanner-Modell Diana 54 Airking basiert allerdings auf einem anderen Prinzip der Prellschlagdämpfung. Hier wird der Prellschlag durch ein federunterstützes Rücklaufsystem, ähnlich den FWB-Modellen 150, 300 und 300S verhindert. Diese hatten allerdings den Nachteil, dass das System beim Schuss etwa 2–3 cm zurücklief.
Der Hersteller Anschütz brachte in den 1960er-Jahren mit seinem Modell 220 sein erstes prellschlaggedämpftes Modell heraus. Hier wird der Systemrücklauf durch ein Luftpolster aufgefangen, beim Nachfolger Modell 250 (1972) durch ein ölgedämpftes Polster. Beide Systeme konnten sich aber gegen die Konkurrenz von Feinwerkbau und Diana nicht durchsetzen, obwohl die Rücklaufbewegung der FWB-Modelle hier durch ein Einbringen des Rücklaufsystems in ein weiteres System (dieses trägt die Visierung) verhindert wurde. Diese Anschütz-Modelle waren nur prellschlaggedämpft. Der Prellschlag führte aber letztlich im Bereich der Wettkampfwaffen zu einer weitgehenden Verdrängung solcher Systeme durch Systeme mit Druckgasspeicher.

### Systeme mit Gasdruckspeicher
Bei diesen Systemen wird das komprimierte Gas durch einen an der Waffe befestigten Druckgasbehälter bereitgestellt. Das Gas wird entweder vor dem Schuss mittels einer eingebauten Pumpe verdichtet oder aus einem externen Behälter in den Druckspeicher der Waffe geleitet. Bei CO2-Systemen wird eine Patrone oder Kartusche mit druckverflüssigtem Kohlenstoffdioxid an der Waffe angebracht, welche das Druckgas bereitstellt. Bei allen Systemen mit Druckgasspeicher wird beim Schuss von einem Schlagstück ein Ventil kurz geöffnet, wodurch unter Druck stehendes Gas auf das Geschoss wirkt und es aus dem Lauf treibt. Durch das geringe Gewicht des Schlagstücks entstehen dabei kaum Erschütterungen, und durch das komprimiert bereitstehende Gas wird eine schnellere Schussentwicklung erreicht als bei Federspeichersystemen.

### CO2-Systeme
Bei CO2-Systemen wird aus der Kartusche CO2 in einen kleinen Druckbehälter geleitet. Beim Schuss wird mit dem Inhalt dieses Behälters das Geschoss angetrieben. Anschließend strömt CO2 aus der Kartusche in den Behälter nach. In der Kartusche verdunstet flüssiges CO2, bis der Gleichgewichtsdruck wiederhergestellt ist. Der Druck bleibt daher konstant, solange sich flüssiges CO2 in der Kartusche befindet. Das ermöglicht eine gleichbleibende Schussenergie, weshalb dieses Prinzip auch bei Matchwaffen (Waffen zum sportlichen Schießen mit hoher Präzision, siehe auch Liste der Feuerwaffen-Fachbegriffe) verwendet wird. Ein Nachteil ist die Temperaturabhängigkeit des Druckes in der CO2-Kartusche, was sich ungünstig auf die Trefferleistung auswirken kann. Weil das Spannen einer starken Feder entfällt und wegen ihrer einfachen Handhabung werden CO2-Systeme auch bei Freizeitwaffen in großem Umfang eingesetzt.

### Druckluftsysteme
Bei Systemen für Druckluft gibt es einerseits Pump- und Kompressionssysteme, bei denen der Druck durch eine eingebaute Handpumpe erzeugt wird, und andererseits Pressluftsysteme, bei denen Druckluft von außen in einen Drucklufttank in der Waffe gefüllt wird.

#### Pumpsysteme
Pumpsysteme kamen schon bei den historischen Windbüchsen zur Anwendung und wurden immer wieder für Freizeit- und Jagdwaffen genutzt. Meist wird ein interner Drucktank durch eine bestimmte Anzahl von Pumpenhüben gefüllt, aus welchem dann Druckluft für einen oder mehrere Schüsse entnommen werden kann. Zum Beispiel musste das Luftreservoir der Girandoni-Windbüchse (1780) mit etwa 1500 Pumpstößen gefüllt werden und lieferte dann Druckluft für etwa 20 Schuss.
Bei Kompressionssystemen genügt eine einzige Bewegung des Pumpenhebels, um genügend Druckluft für jeweils einen Schuss zu erzeugen.

#### Pressluftsysteme

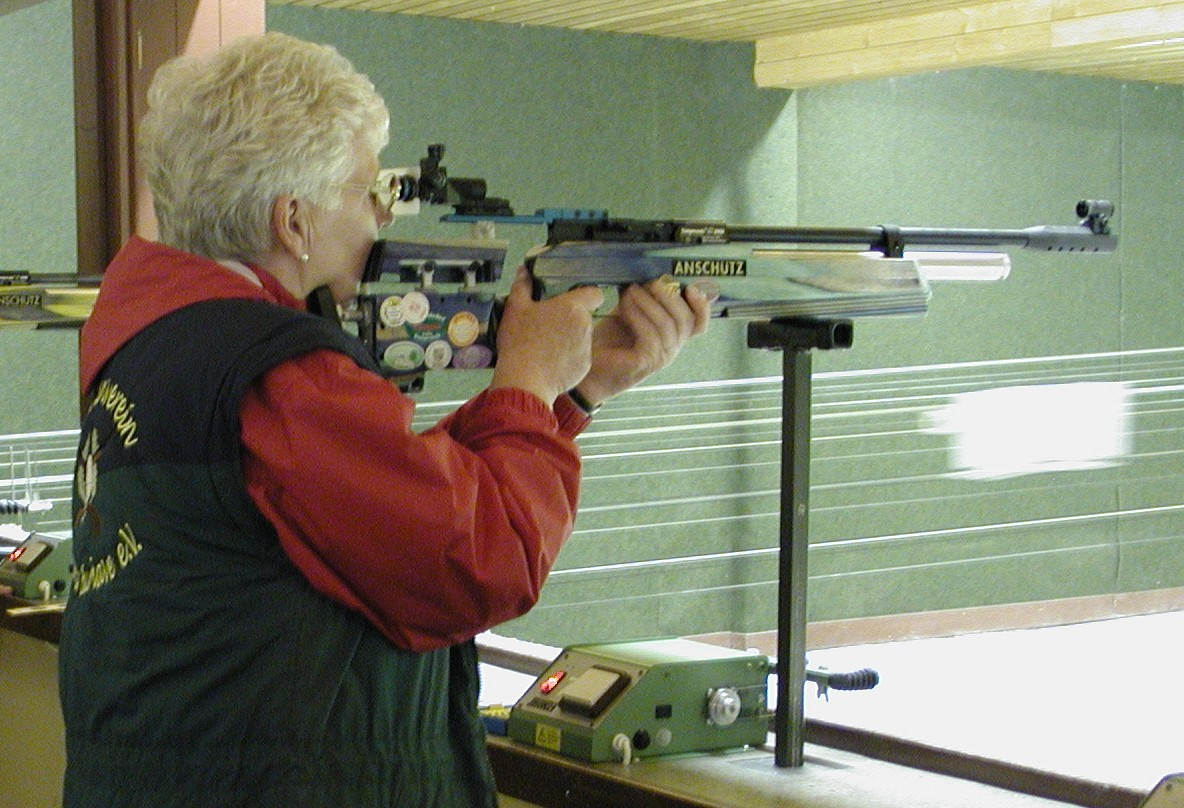
Luftgewehr mit Druckluftkartusche beim Auflage-Schießen

Bei Matchwaffen sind Pressluftsysteme (englische Bezeichnung PCP für Pre-Charged Pneumatic) weit verbreitet, bei denen aus einer Druckluftflasche von außen komprimierte Luft in einen eingebauten Druckluftspeicher gefüllt wird. Aus diesem Speicher wird über einen Druckminderer Luft in einen kleineren Behälter geführt, aus dem die Druckluft für den nächsten Schuss entnommen wird. Durch den Druckminderer bleibt der Druck für jeden Schuss konstant, solange der Druck im Haupttank über dem am Druckminderer eingestellten Wert bleibt. Seit dem Aufkommen der Presslufttechnik um die Jahrtausendwende dominieren diese Systeme das Bild bei Wettkämpfen und veränderten auch Anschlagsarten und Schießabläufe, da Schützen aufgrund des einfacheren Ladevorgangs das Gewehr schon im Anschlag wieder schussbereit machen können. Im Freizeitbereich und für jagdliche Zwecke spielen diese Systeme eine untergeordnete Rolle, da Bereitstellung und Handhabung von hochverdichteter Luft (200 bis 300 bar) vergleichsweise aufwendig sind. Hierfür werden in der Regel spezielle Handpumpen oder Druckluftflaschen verwendet, aber auch Kompressoren finden sich auf dem Markt.

## Zieleinrichtungen

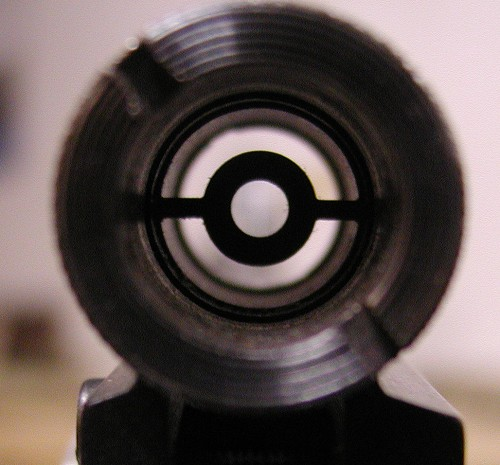
Ringkorn im Korntunnel

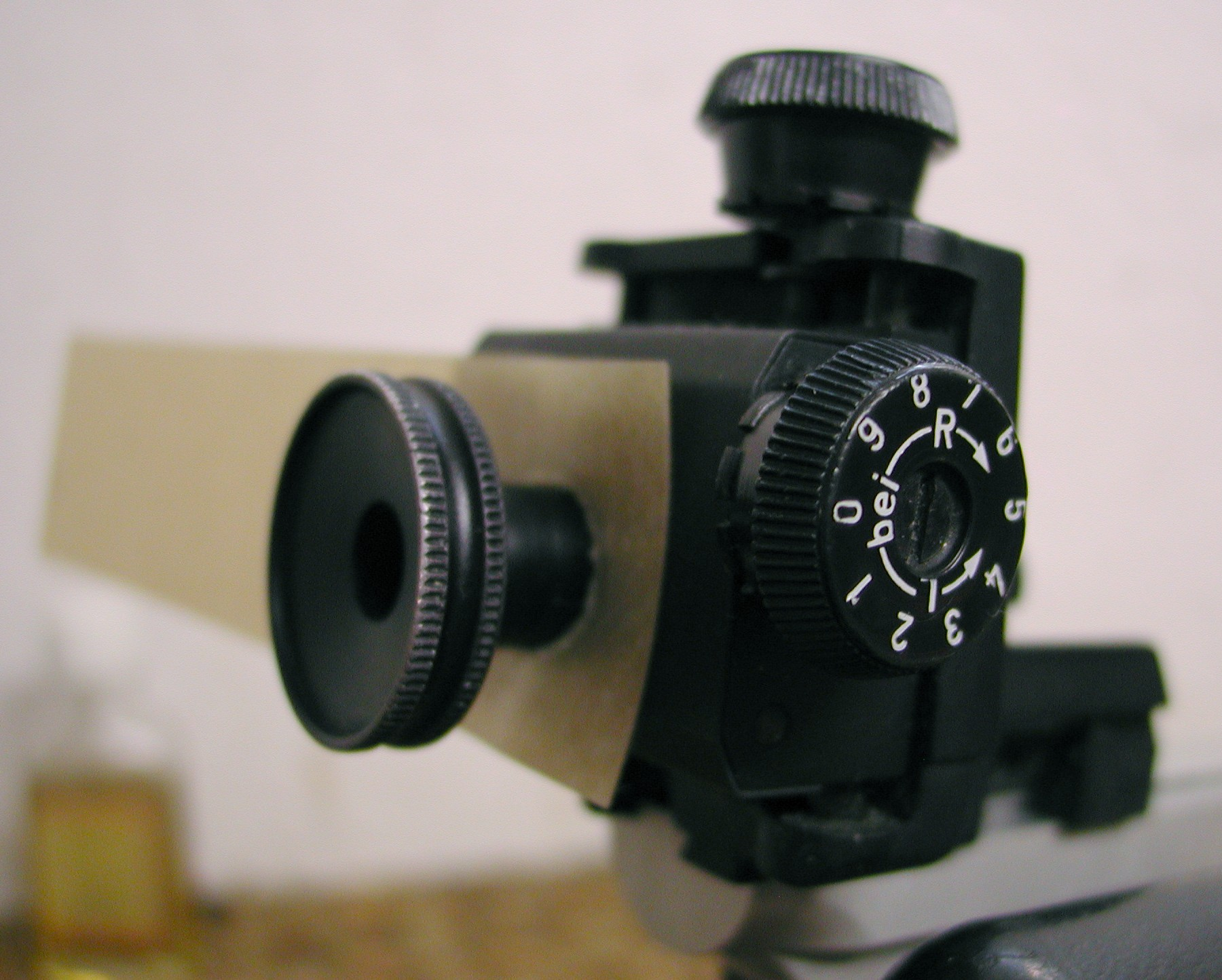
Diopter eines Wettkampfluftgewehrs

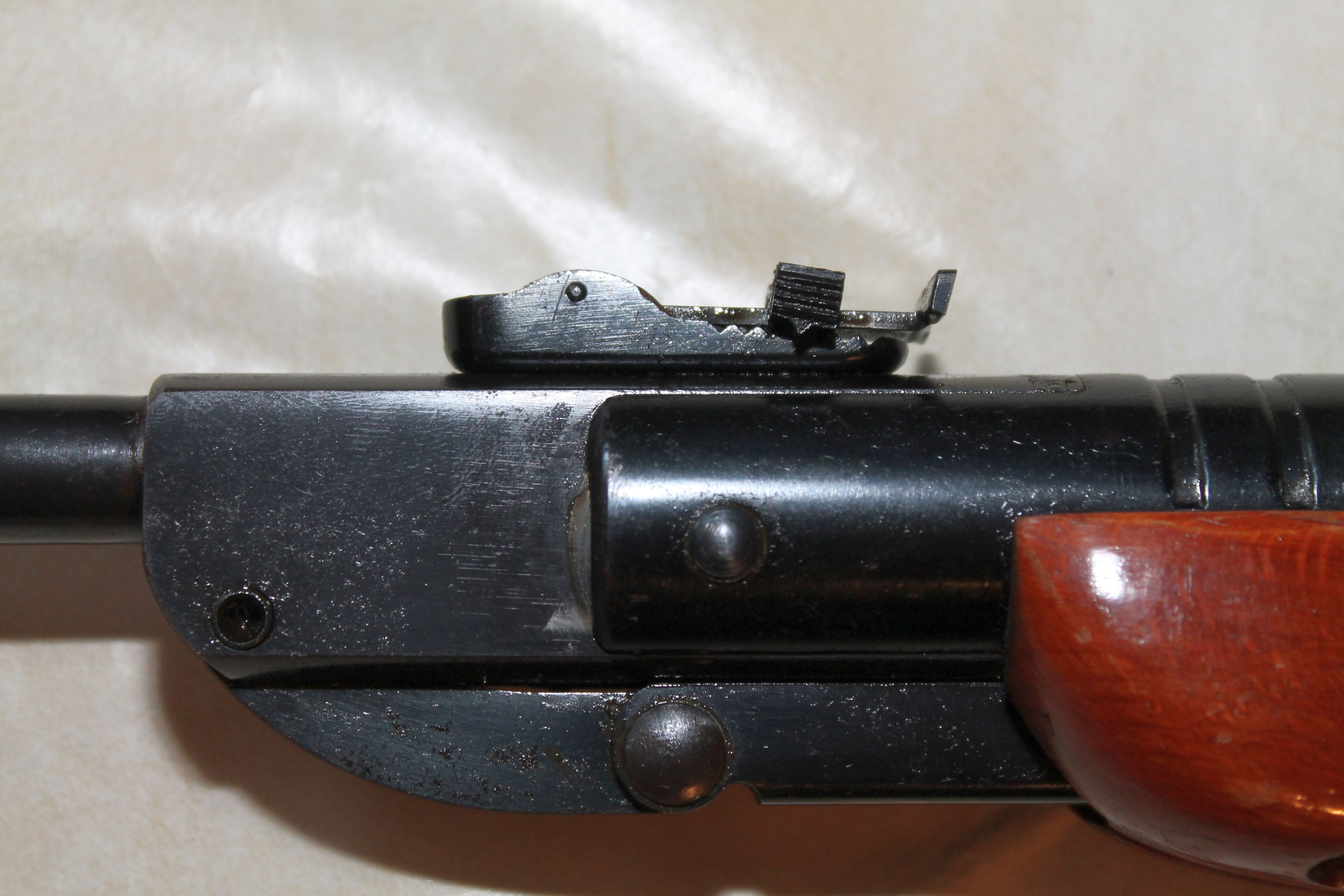
Schieberastkimme

Ursprünglich wurden zum Zielen bei Luftgewehren unbewegliche Kimme und Korn verwendet. Die Kimme besteht aus einer rechteckigen U-förmigen Aussparung am oberen hinteren Ende des Gewehrs. Das Korn ist an der Oberkante vorne am Lauf angebracht. Beim Zielen muss das Korn mit seiner Oberkante eine Linie mit der Oberkante der Kimme bilden („gestrichen Korn“). Diese Linie muss nun unterhalb des Ringspiegels einer Schießscheibe angesetzt werden (man spricht hierbei von „aufsitzen lassen“ des Ringspiegels). Dabei soll das Korn gleichzeitig mittig unterhalb der Zehn auf der Schießscheibe angesetzt werden.
Moderne Wettkampfwaffen im Schießsport besitzen genauere Zieleinrichtungen. Hinten sitzt auf dem Gewehr ein Diopter, und vorne am Lauf sitzt in einem Korntunnel ein so genanntes Ringkorn. Ringkorne gibt es in unterschiedlichen Größen, je nachdem, wie viel vom Ringspiegel auf der Schießscheibe abgedeckt werden soll. Sie können in der Mitte zur Lichtfilterung eine farbige Einlage besitzen. Eine weitere Entwicklung sind Ringkorntunnel mit verstellbarer Iris, die es erlauben für die jeweiligen Verhältnisse die beste Einstellung zu wählen.
Der Schütze sieht durch das Diopter, das im Wesentlichen aus einem Gehäuse mit einer Lochblende besteht. Oben auf dem Diopter und an der Seite sind Drehknöpfe, mit deren Hilfe sich das Diopter in Höhen- und Seitenlage sehr fein verstellen lässt. Der Schütze muss nun den Ringspiegel der Schießscheibe im Mittelkreis des Ringkornes zentrieren und anschließend beide Kreise in der Durchblicköffnung des Diopters zentrieren. Bei Auslösen des Schusses landet das Geschoss dann in der Zehn auf der Schießscheibe (soweit die Theorie).
Außerhalb des Schießsportes werden Zielfernrohre an Luftgewehren im Freizeitbereich gerne eingesetzt. Bei Knicklaufgewehren ergibt sich in der Regel eine Höhenstreuung, wenn der Lauf nicht präzise verriegelt wird. Optimal wirken Zielfernrohre an Luftgewehren mit feststehendem Lauf und separatem Spannhebel, wie dem HW77.

## Schäftung

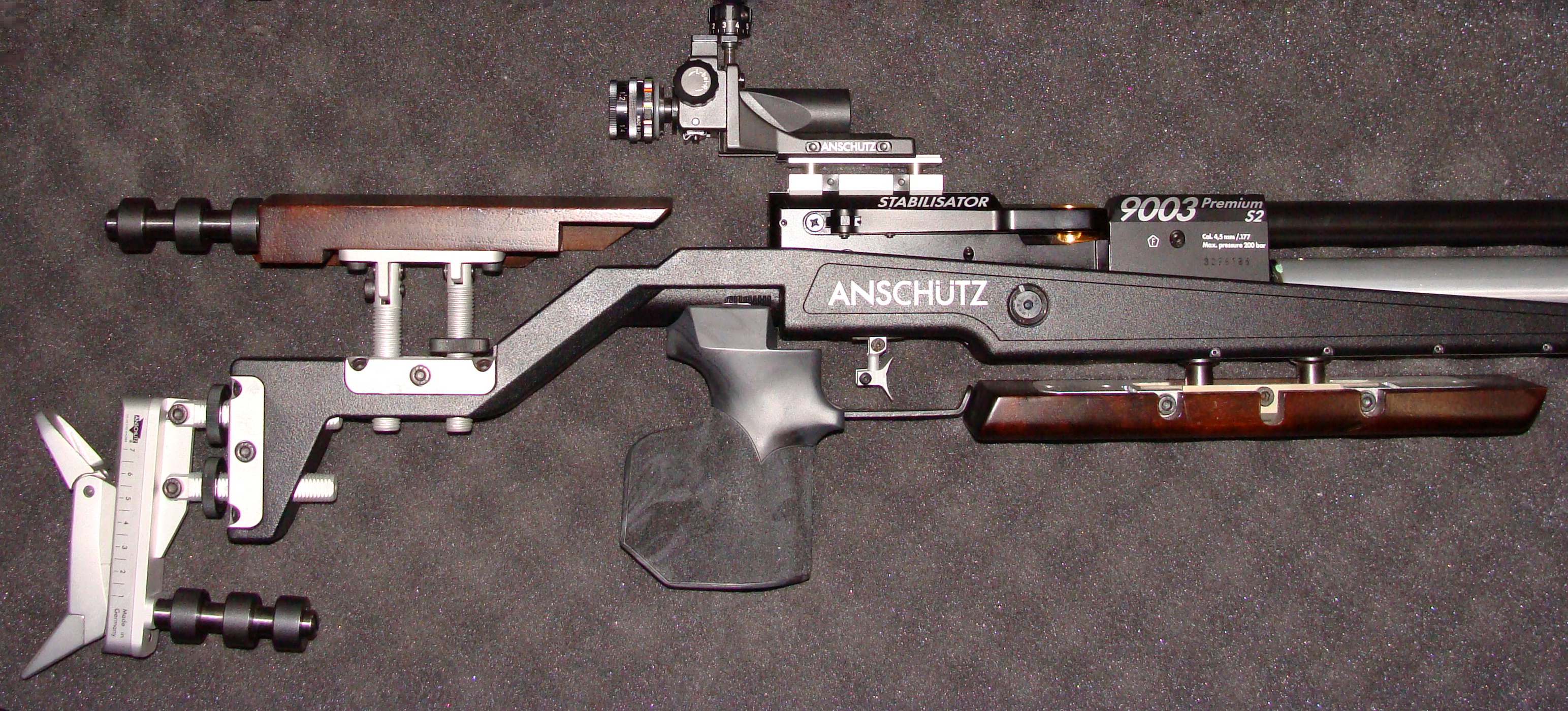
Moderner Aluminium-Matchschaft an Pressluftgewehr

Match-Schäfte müssen vor allem individuell auf den Schützen anpassbar sein und nicht nur in Abmessungen, sondern auch in Gewicht und Balance soll dem Sportler bei der Einstellung freie Hand gelassen werden. Heutige Schäfte bestehen meist aus gegossenem oder CNC-gefrästem Aluminium, an das dann Anbauten aus Kunststoff hinzugefügt werden. Schaftlänge, Winkel und Öffnung der Schaftkappe lassen sich ebenso stufenlos verstellen wie seitliche Auslagerungen und Schrägstellungen der Kappe. Die Backe kann in alle erdenklichen Richtungen verstellt werden, um eine perfekte Visierung durch Diopter und Korntunnel zu gewährleisten. Auch die Griffe lassen sich selbstverständlich kippen, drehen und längs verschieben, um einen zufriedenstellenden Kontakt zum Abzug zu gewährleisten, dessen Einstellung sich natürlich auch individualisieren lässt.

## Verwendete Kaliber und Geschosse

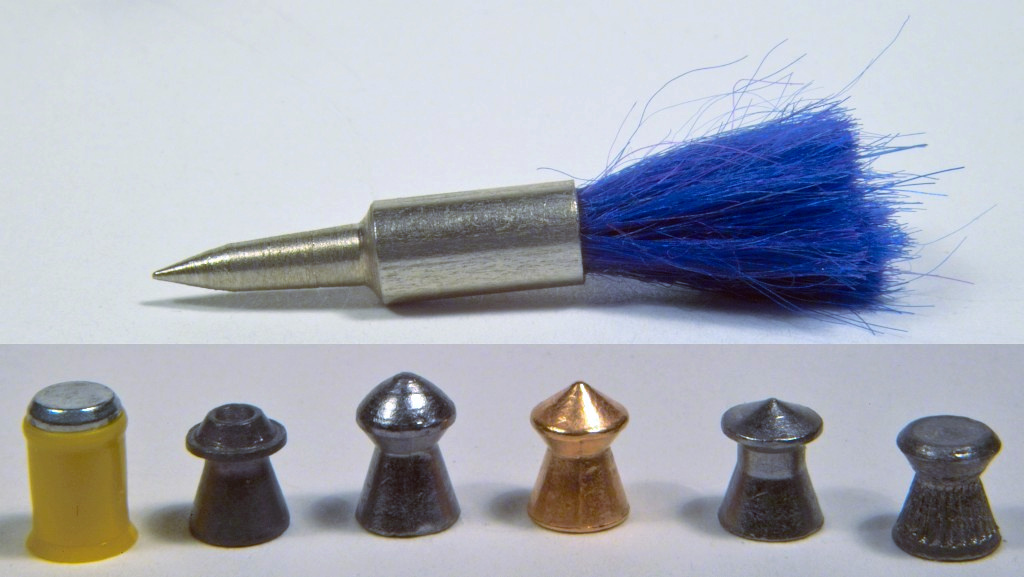
Geschosse Kaliber 4,5 mm: Haarbolzen (oben), Diabolos (unten)

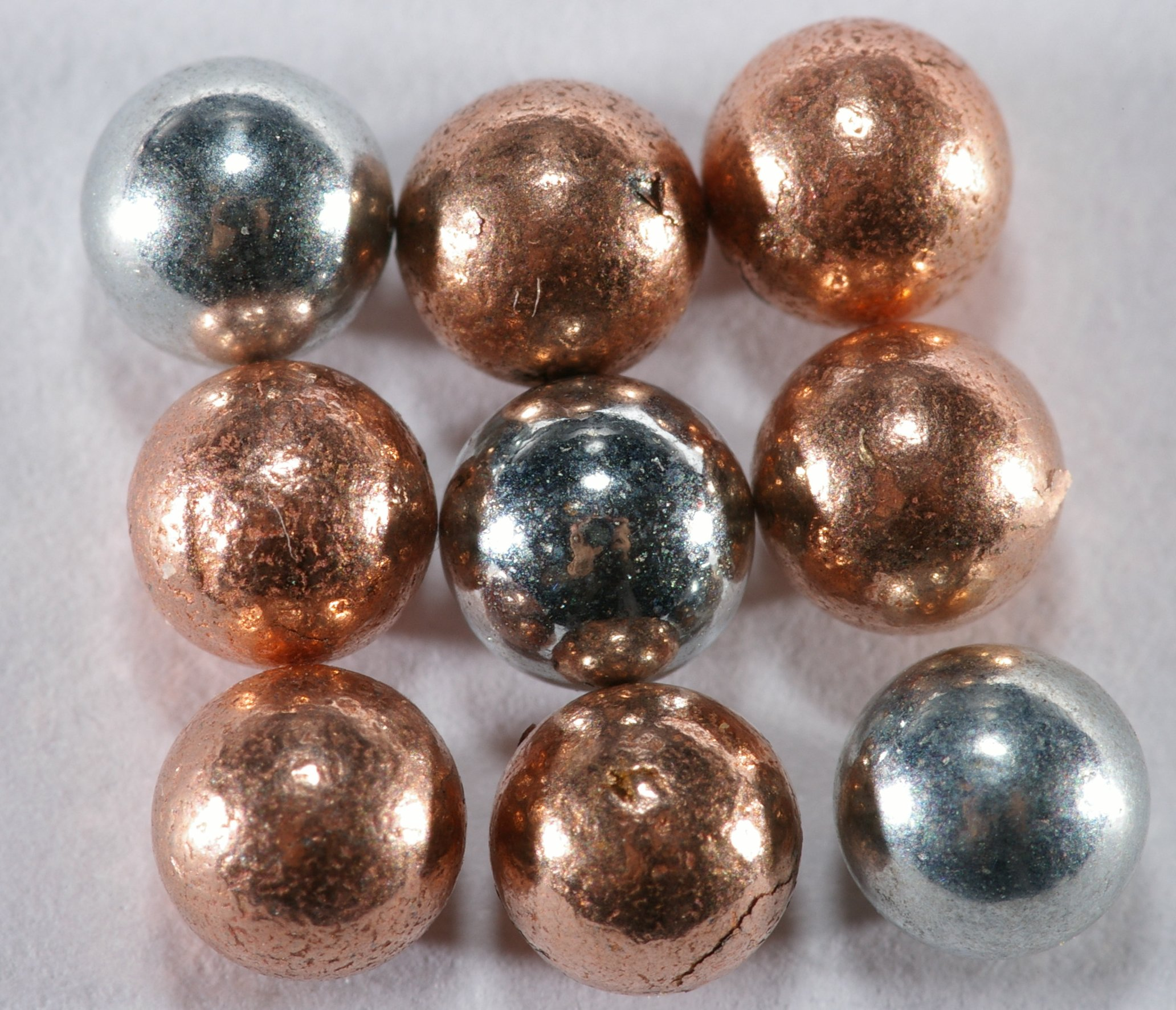
Mit Kupfer und Nickel beschichtete Stahlkugeln

### Diabolo
Luftgewehre werden in verschiedenen Kalibern gefertigt und verschießen hauptsächlich „Diabolos“ genannte Geschosse. Das am weitesten verbreitete Kaliber im Sportschießen ist 4,5 mm, die nichtmetrische Bezeichnung ist „.177“ (0,177 Zoll), häufige andere Diabolokaliber sind 5,5 mm (.22), 6,35 mm (.25) und 5 mm (.20).
Das Mitte 2011 weltweit größte kommerziell vertriebene Kaliber ist .50. Waffen hierfür stammen vor allem aus Südkorea und werden teilweise auch zur Jagd eingesetzt. Die in Deutschland gültige 7,5-J-Grenze für den freien Verkauf wird von diesen Waffensystemen überschritten.

### Rundkugeln
Vor allem sogenannte Durchlader mit Magazin sind meist für Rundkugeln („Punktkugeln“) im Kaliber 4,4 mm eingerichtet, die aus Blei hergestellt werden. Manche Freizeitmodelle verschießen kupfer- oder aluminiumbeschichtete Stahlkugeln im Kaliber 4,5 mm. Solche Waffen sind im englischsprachigen Raum als BB-Guns recht populär. Die Läufe dieser Waffen haben meistens keine Züge, was sich wegen des fehlenden Dralls ungünstig auf die Trefferleistung auswirkt. Gewehre für solche Kugeln werden deshalb in der Regel nur auf kurze Distanz an Jahrmarktbuden geschossen.

### Haarbolzen
Zum Schießen auf Zimmerdistanz auf Zielscheiben ähnlich einer Dartzielscheibe werden auch „Feder-“ oder „Haarbolzen“ eingesetzt. Federbolzen bestehen aus einem spitzen Stahlstift, der durch ein Faserbüschel an der Rückseite aerodynamisch stabilisiert wird. Die Fasern sind im Allgemeinen zur Identifikation der Mitspieler unterschiedlich eingefärbt. Normale Luftgewehre sind für die Verwendung dieser Geschosse ungeeignet. Speziell dafür ausgelegte Waffen werden Bolzengewehr genannt. Der Stahlkörper der Federbolzen kann die Züge des Laufes beschädigen und so die Treffgenauigkeit beeinträchtigen, weshalb Federbolzen nur aus dafür ausgelegten Waffen mit glatter (zugloser) Laufbohrung verschossen werden sollten.

## Hersteller
Einige Hersteller haben ihre Produktion besonders auf Luftgewehre ausgerichtet. Beispielsweise sind als traditionelle Hersteller und Marken bekannt: DIANA Mayer & Grammelspacher, Feinwerkbau, Daisy Outdoor Products, Hämmerli und weitere.

## Waffengesetzgebung

### Deutschland

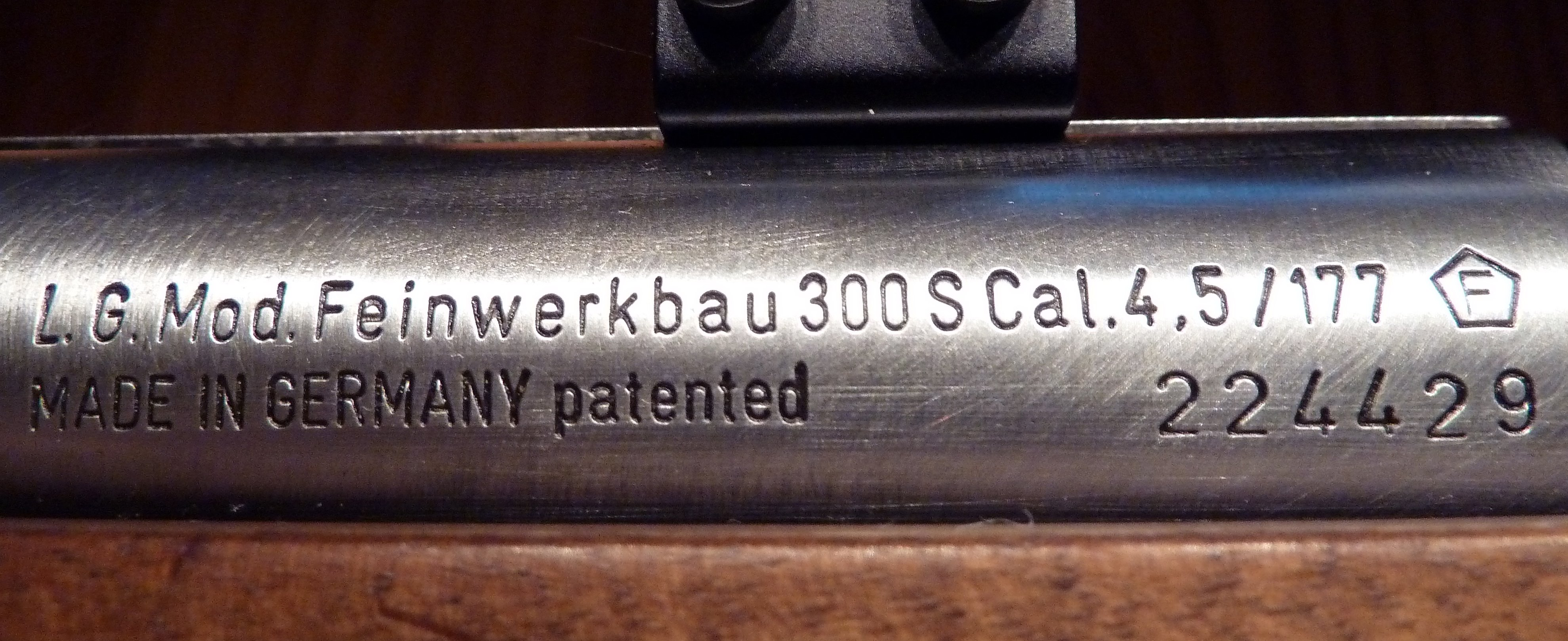
Typen- und Seriennummerstempel mit „F-im-Fünfeck“ bei einem Matchluftgewehr

In Deutschland sind Druckluftwaffen bis zu einer Mündungsenergie von 7,5 Joule an Personen ab 18 Jahren frei verkäuflich (Erwerb), sofern sie den „F-im-Fünfeck“-Stempel tragen. Für das Führen von Druckluftwaffen in der Öffentlichkeit ist ein Waffenschein Voraussetzung. Der Transport einer nicht schussbereiten und nicht zugriffsbereiten (verpackten) Waffe, z. B. zu einem Schützenhaus oder anderen Schießsportstätten, ist eine erlaubnisfreie Sonderform des Führens, ebenso ist das Schießen auf privaten Grundstücken erlaubnisfrei, sofern die Geschosse einen befriedeten Bereich, in der Regel das Grundstück, nicht verlassen können (WaffG, § 12 (Ausnahme von Erlaubnispflichten), Abs. 4, Nr. 1 lit. a). Dies gilt nur für „freie“ Druckluftwaffen. Das Mindestalter für das Schießen mit Druckluftwaffen im Schießsport beträgt in Deutschland 12 Jahre, mit behördlicher Ausnahmegenehmigung auch darunter (§27 Abs. 3 u. 4 WaffG).
Für den Erwerb von Waffen mit einer höheren Mündungsenergie als 7,5 Joule, sogenannten Weitschussluftgewehren, ist laut Waffengesetz eine Erwerbsberechtigung (siehe Waffenbesitzkarte) notwendig. Informationen hierzu können in Deutschland die Sportwarte von Schützenvereinen geben. Dies gilt jedoch nicht für Luftgewehre, die vor dem 1. Januar 1970 oder vor dem 2. April 1991 auf dem Gebiet der ehemaligen DDR hergestellt und in den Handel gebracht worden sind (WaffG, Anlage 2, Abschnitt 2, Unterabschnitt 2, Nr. 1.2); diese können ungeachtet ihrer Mündungsenergie oder des Vorhandenseins eines „F-im-Fünfeck“-Stempels gleichfalls frei erworben und besessen werden.

### Österreich
In Österreich fallen Luftgewehre mit einem Kaliber kleiner als 6 mm unter Paragraph 45 des Waffengesetzes 1996 und sind somit von vielen Bestimmungen ausgenommen, beispielsweise der Meldepflicht. Das österreichische Waffengesetz sieht für Druckluftwaffen keine Limitierung der Mündungsenergie vor, diese Waffen sind frei ab 18 Jahren erwerbbar. Auch das in Deutschland erforderliche Prüfzeichen „F-im-Fünfeck“ ist nicht erforderlich. Luftgewehre mit einem Kaliber von mindestens 6 mm unterliegen den Bestimmungen des Waffengesetzes 1996 und werden nach ihrer Ausführung in die Kategorien des Waffengesetzes eingestuft. Grundsätzlich findet man hier die Kategorie C (Langwaffe mit gezogenem Lauf, die nicht halb- oder vollautomatisch funktioniert) und sie sind somit meldepflichtig. Das heißt, sie sind nach wie vor ab 18 Jahren erwerbbar, allerdings muss eine Meldung bei einem Büchsenmacher bzw. Waffenhändler erfolgen. Das Schießen mit Luftgewehren ist auf dem eigenen Gelände möglich, sofern gewährleistet werden kann, dass kein Projektil das Grundstück verlässt. Personen unter 18 Jahren dürfen außerhalb von Schießständen nicht mit Luftgewehren hantieren, auch nicht unter der Aufsicht Erwachsener. In Österreich sind Schalldämpfer generell verboten, dies betrifft auch die in Deutschland verbreiteten, freien Modelle für „F-im-Fünfeck“-Waffen.

### Schweiz
Gemäß Art. 4 Abs. 1 Bst. f des Waffengesetzes (WG) gelten „Druckluft- und CO2-Waffen, die eine Mündungsenergie von mindestens 7,5 Joule entwickeln oder aufgrund ihres Aussehens mit echten Feuerwaffen verwechselt werden können“ als Waffen. Sie unterstehen damit grundsätzlich denselben Regeln wie Feuerwaffen, dürfen aber ohne Waffenerwerbsschein erworben werden (Art. 10 Abs. 1 Bst. d WG). Andere Luftgewehre gelten nicht als Waffen und unterstehen damit keiner Regelung. Diese Waffen bekommt man auch unter 18 Jahren.

### Schalldämpfer
Bei Federkolbensystemen sind Schalldämpfer wenig sinnvoll, weil die mechanischen Geräusche der Waffe durch Schalldämpfer nicht vermindert werden können. Bessere Ergebnisse werden mit Pressluftwaffen (z. B. HW110) oder CO2-Waffen erreicht. 

#### Rechtslage Deutschland
Schalldämpfer stehen den Schusswaffen gleich, für die sie bestimmt sind.
Das bedeutet, dass der Schalldämpfer bei Luftgewehren bis 7,5 J Mündungsenergie ab 18 Jahren frei erworben werden und auf Luftgewehren bis 7,5 J eingesetzt werden darf.
Der Eigenbau ist jedoch wie bei Luftgewehren ohne Herstellungserlaubnis nach § 21 (gewerbsmäßig) oder § 26 (nicht gewerbsmäßig) des Waffengesetzes verboten.

#### Rechtslage Österreich
In Österreich sind Schalldämpfer generell nach dem Waffengesetz verbotene Gegenstände und dürfen somit auch nicht an Luftgewehren, unabhängig von deren Leistung, montiert werden. Ausnahmen von der Regel gibt es für Besitzer gültiger Jagdkarten, die die Jagd regelmäßig ausüben sowie für Arbeitgeber solcherart Beschäftigter. Eine unregelmäßige Ausübung der Jagd oder alleiniger Besitz einer Jagdkarte ist nicht ausreichend.